# Habura
Habura (rusiń. Габура, Habura) – wieś (obec) na Słowacji, w kraju preszowskim, w powiecie Medzilaborce.

## Położenie
Habura leży w historycznym kraju Zemplin. Położona jest w dolinie górnego toku Laborca, na terenie słowackiej części Beskidu Niskiego (według geografów słowackich ta część Beskidu Niskiego to Laborecká vrchovina), ok. 6,5 km na północny zachód od miasta Medzilaborce, a jej teren katastralny sięga aż po granicę państwową słowacko-polską na głównym grzbiecie wododziałowym Karpat między Weretyszowem (741 m n.p.m.) a Koprywniczną (709 m n.p.m.). Centrum wsi leży na wysokości ok. 385 m n.p.m.
Przez wieś biegnie droga nr 559 z Medzilaborec ku granicy słowacko-polskiej na przełęczy Beskid nad Czeremchą (581 m n.p.m.).

## Historia
Założona została zapewne w 2. poł. XV w. Pierwsza wzmianka o wsi pochodzi z roku 1543, kiedy należała do feudalnego „państwa” Humenné. Następnie była własnością Drugethów. Leżała na starym szlaku handlowym, wiodącym z Węgier doliną Laborca i dalej przez przełęcz Beskid nad Czeremchą do Polski. Mieszkańcy zajmowali się rolnictwem i hodowlą. Wieś znana jest jako miejsce wybuchu w marcu 1935 r. gwałtownych protestów mieszkańców przeciwko komorniczym egzekucjom zadłużonych rolników tu i w pobliskiej wsi Čertižné (słow. Čertižniansko-haburská vzbura). 29 mieszkańców Habury zostało uwięzionych i skazanych.
W pierwszych dniach września 1939 r. przez Haburę, Čertižné i przełęcz Beskid nad Czeremchą wkraczały do Polski wojska hitlerowskie wraz z towarzyszącymi im jednostkami słowackimi. W tym czasie jeden z polskich samolotów zaatakował na terenie wsi słowacki pojazd wojskowy.
Przez Haburę prowadził w okresie II wojny światowej kurierski szlak przerzutowy Armii Krajowej na Węgry, przez Sanok – Poraż – Morochów – Mokre – Wysokie – Habura – Medzilaborce, którego organizatorem był Józef Rec. Była ona następnie jedną z pierwszych wsi dzisiejszej Słowacji, wyzwolonych spod okupacji niemieckiej. Niestety, ciężkie walki, toczone tu jesienią 1944 r., skutkowały prawie doszczętnym wypaleniem miejscowości.

## Mieszkańcy
W roku 2001 wieś zamieszkiwało 138 Słowaków i 308 Rusinów.
Nazwiska mieszkańców (XIX wiek).
| Petraš (6)   | Uram (6)     |
| Onufrak (5)  | Gajdoš (4)   |
| Benko (4)    | Hoč (4)      |
| Kovaľ (4)    | Chamuľak (3) |
| Stavar (3)   | Suchi (2)    |
| Heteš (2)    | Korba (2)    |
| Petrovaj (2) | Sopko (2)    |
| Miľan (2)    | Jedinak (2)  |
| Vladika (2)  | Ďuk (1)      |
| Staško (1)   | Macko (1)    |
| Dančo (1)    | Šeptak (1)   |
| Turok (1)    | Habura (1)   |

## Zabytki i pamiątki historyczne
- Zrekonstruowana XVI wieczna drewniana cerkiew św. Mikołaja Cudotwórcy w 2011 roku.

- Cerkiew greckokatolicka z ok. 1800 r., murowana, klasycystyczna, w późniejszym okresie przebudowana.
- Izba pamiątkowa Haburskiej vzbury.
- Pomnik i tablica pamiątkowa poświęcona kapitanowi Ľudovítovi Kukorelliemu, bohaterowi in memoriam słowackiego powstania narodowego, który zginął niedaleko wsi w listopadzie 1944 r. podczas przejścia oddziału partyzanckiego „Czapajew” przez front, na stronę Armii Czerwonej (pochowany jest w Koszycach)[6].
- Posąg kniazia Laborec na górze Vršok (444 m n.p.m.).

## Ochrona przyrody
- Rezerwat przyrody Haburské rašelinisko na pn. krańcu terenu katastralnego wsi, na samej granicy słowacko-polskiej.
- Stara lipa szerokolistna na grzbiecie na północ od centrum wsi, pod szczytem wzgórza 612,5 m n.p.m. (słow. lipa v Habure-Chvastejove), chroniona od 1994 r. jako pomnik przyrody. Wysoka na 25 m, obwód pnia 4,35 m. Jej wiek ocenia się na ok. 200 lat.
- Wschodnia część katastru wsi aż po grzbiet graniczny leży w granicach Obszaru Chronionego Krajobrazu Wschodnie Karpaty.

## Turystyka
Habura jest punktem wyjściowym dwóch znakowanych szlaków turystycznych: zielonego na Koprywniczną (słow. Koprivničná, 709 m n.p.m.) w grzbiecie granicznym (1 godz. 45 min.) i niebieskiego również na grzbiet graniczny, pod Weretyszowem (ok. 660 m n.p.m.; 1 godz. 50 min.).

## Literatura
- Barański Mirosław J.: Niewydeptane szlaki Laboreckiej vrchoviny, w: „Gazeta Górska” R. XXIV, nr 2 (94), wiosna 2016, s. 36–39;
- Laborecká vrchovina. Dukla. Turistická mapa 1 : 50 000, 2. wyd.; VKÚ Harmanec 2004, ISBN 80-8042-181-1.